# Walter von Boltenstern
Walter von Boltenstern (ur. 26 listopada 1889 we Wrocławiu, zm. 19 stycznia 1952 w obozie w okolicach Iwanowa) – niemiecki wojskowy, generalleutnant. 
Boltenstern został w 1945 przeniesiony do rezerwy, w tym samym roku poddał się Armii Czerwonej. Zmarł w niewoli.

## Odznaczenia
- Krzyż Rycerski Krzyża Żelaznego (1941)
- Krzyż Żelazny 1914 I i II klasy
- Krzyż Hanzeatycki Hamburski
- Krzyż Hanzeatycki Lubecki